# Aimé Boussange
Aimé Boussange, né le 25 janvier 1898 à Vergheas (Puy-de-Dôme) et fusillé par les allemands le 24 novembre 1943  à Lyon, est un résistant français. Il dirigeait le groupe de résistance de la Croix-Rousse, quartier où il habitait et où il travaillait comme préparateur en pharmacie, rue Dumenge.

## Biographie
Responsable du mouvement Combat pour le quartier de la Croix-Rousse sous le pseudonyme de Robespierre, il est dénoncé et arrêté le 2 novembre 1943, torturé dans les locaux de la Gestapo de Lyon puis fusillé le 24 novembre 1943.

## Hommages

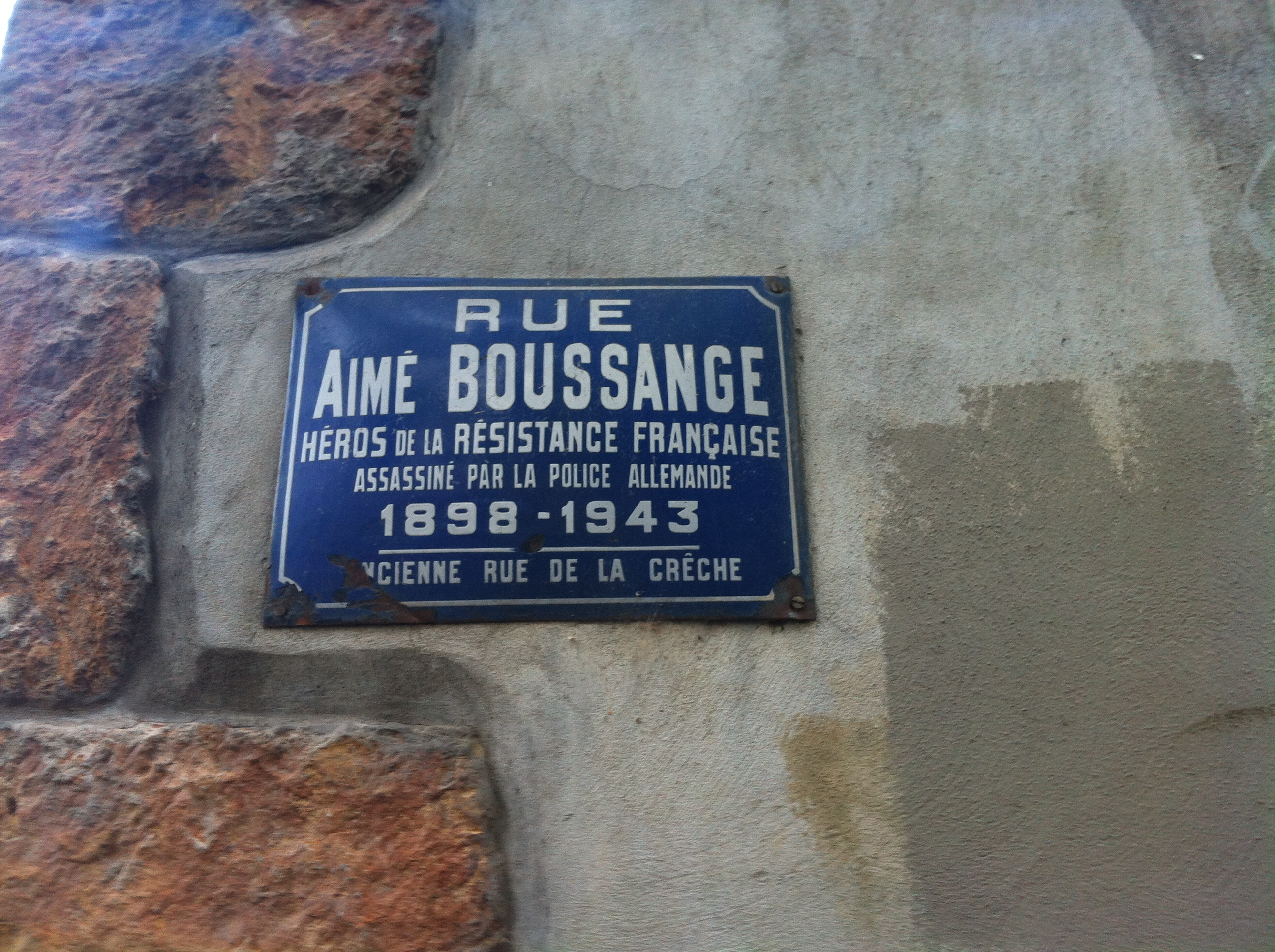
Plaque de la rue Aimé-Boussange à Lyon.

Le 4e arrondissement de Lyon rend hommage à Aimé Boussange : la rue Aimé-Boussange porte son nom et une plaque commémorative y est apposée. Une autre plaque est apposée rue de Nuits rendant hommage au « groupe Boussange ».